# Машенька (фільм, 1942)
«Машенька» — радянський художній фільм, знятий в 1942 році режисером Юлієм Райзманом, його друга спільна робота зі сценаристом Євгеном Габриловичем і Сергієм Єрмолинським.

## Сюжет
Телеграфістка Машенька Степанова (Валентина Караваєва) — сандружинниця. Під час навчальної тривоги вона знайомиться з таксистом Олексієм Соловйовим (Михайло Кузнецов). Через захоплення Олексія іншою дівчиною, Маша розлучається з ним. Знову зустрітися їм доведеться лише на кілька хвилин, і вже на Фінській війні: Олексій — танкіст, якого після поранення відправляють у відпустку на 14 днів, а Маша — санітар, що тільки повернулася з передової. Ця коротка і несподівана зустріч, нагадала Олексію про минуле, в якому щастя здавалося таким близьким, а зараз війна, і невідомо що попереду у нього, у Маші. Олексій вирішує перервати відпустку і повернутися на фронт, але перед цим поговорити з Машею, проте розмови з нею не відбувається, і тому він вирішує, в останні хвилини перед відправкою на передову написати їй листа.

## У ролях
- Валентина Караваєва — Маша Степанова
- Михайло Кузнецов — Альоша Соловйов, шофер таксі
- Д. Панкратова — Клава
- Віра Алтайська — Віра
- Георгій Светлані — дядько Вася
- Микола Гриценко — Коля (немає в титрах)
- Олексій Консовський — Муряга, молодий таксист (немає в титрах)
- Віктор Лазарев — епізод (немає в титрах)
- Євген Самойлов — епізод (немає в титрах)
- Микола Хрящиков — шофер (немає в титрах)
- Владислав Стржельчик — білофінський офіцер (немає в титрах)
- Олександр Антонов — пасажир таксі (немає в титрах)
- Віктор Миронов — Полєнцев, шофер (немає в титрах)
- Ольга Торопова — офіціантка (немає в титрах)

## Знімальна група
- Автори сценарію: Євген Габрилович, Сергій Єрмолинський
- Режисер: Юлій Райзман
- Оператор: Євген Андріканіс
- Другий оператор: Галина Пишкова
- Оператор комбінованих зйомок: Борис Арецький
- Художники: Йосип Шпинель, Михайло Тіунов
- Композитор: Борис Вольський